# Mastigiidae
Mastigiidae é uma família de medusas da ordem Rhizostomeae.

## Géneros
- Mastigias L. Agassiz, 1862
- Mastigietta Stiasny, 1921
- Phyllorhiza L. Agassiz, 1862